# بوریس مارکاروف
بوریس مارکاروف (روسی: Борис Никитич Маркаров؛ زادهٔ ۱۲ مارس ۱۹۳۵) بازیکن واترپلو اهل اتحاد جماهیر شوروی سوسیالیستی است.